# Гамма Золотой Рыбы
Гамма Золотой Рыбы (Gamma Dor/γ Doradus/γ Dor) третья по яркости и самая северная звезда в созвездии Золотой Рыбы, четвёртой звёздной величины (4,25 m) в 66 световых годах от Земли. Гамма Золотой Рыбы — гигант спектрального класса F4 с температурой поверхности 7 000 K. Его светимость только 6 раз выше, чем у Солнца, а радиус всего лишь 1,6 солнечного, что не так много для предполагаемой гигантской звезды. Расчёты, основанные на светимости и температуре, показывают, что его масса равна всего лишь 1,6 солнечной массы, т.е. звезда ещё не сошла с главной последовательности и фактически не стала гигантом: в её ядре гелий по сих пор синтезируется из водорода. Звезда является одиночной, пока никаких спутников не обнаружено. Несмотря на свои скромные характеристики, звезда, тем не менее, не является обычной.
Большое число из множества звёзд-карликов, чьи температуры попадают в область между 7 500 и 8 500 K имеют небольшие пульсации яркости от нескольких сотых звёздной величины с несколькими налагающимися периодами. Они называется переменными типа Дельта Щита наиболее яркий представитель, которых — Каф, Бета Кассиопеи. Все они являются менее массивной версией цефеид. Группа карликов и гигантов малых масс, которые, как представляется, имеют аналогичные свойства, но попадают в область более низких температур и светимости, показывают аналогичные пульсации поверхности, но с более длительными периодами. Механизм их пульсаций отличается от механизма пульсаций переменных типа дельты Щита. В настоящее время известно чуть более десяти переменных звёзд типа гамма Золотой Рыбы. Сама звезда гамма Золотой Рыбы испытывает изменения яркости в диапазоне от нескольких сотых звёздной величины с двумя близкими периодами в 17,5 и 18,1 часа.

## Условия наблюдения
Звезда имеет южное склонение более 51 градуса, то есть видна только на широтах южнее +38°30'48", поэтому она не наблюдается даже в селе Куруш — самом южном населённом пункте в России. На территории бывшего СССР звезда совсем низко восходит в Серхетабаде (3°05'), Термезе (1°18'), Бохтаре (0°40'30"), Ахшабаде (0°34'41"), Астаре (0°02'23"). На широтах южнее -38°30'48" она не заходит за горизонт.